# Zastava Yugo Florida

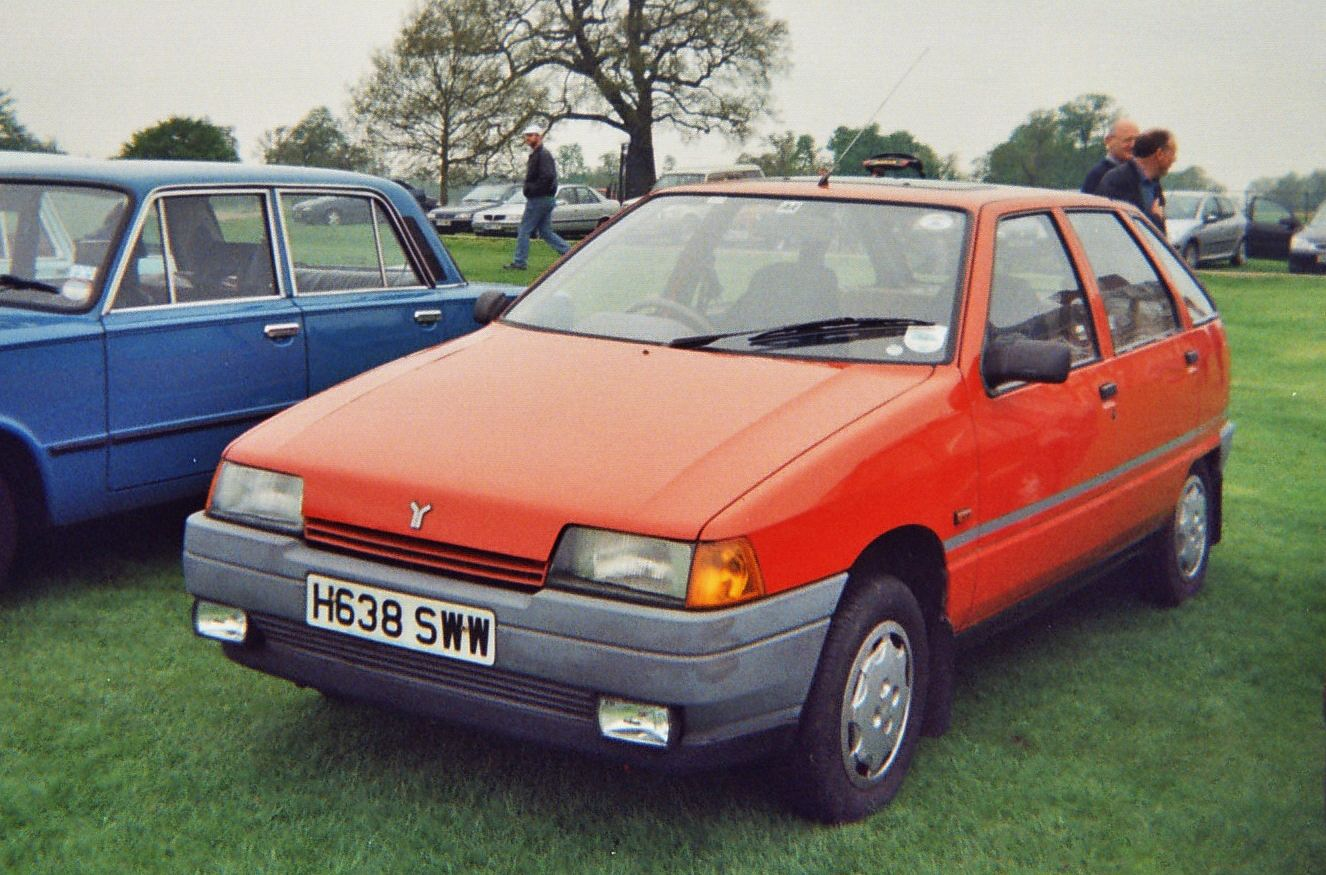
Yugo Florida in England

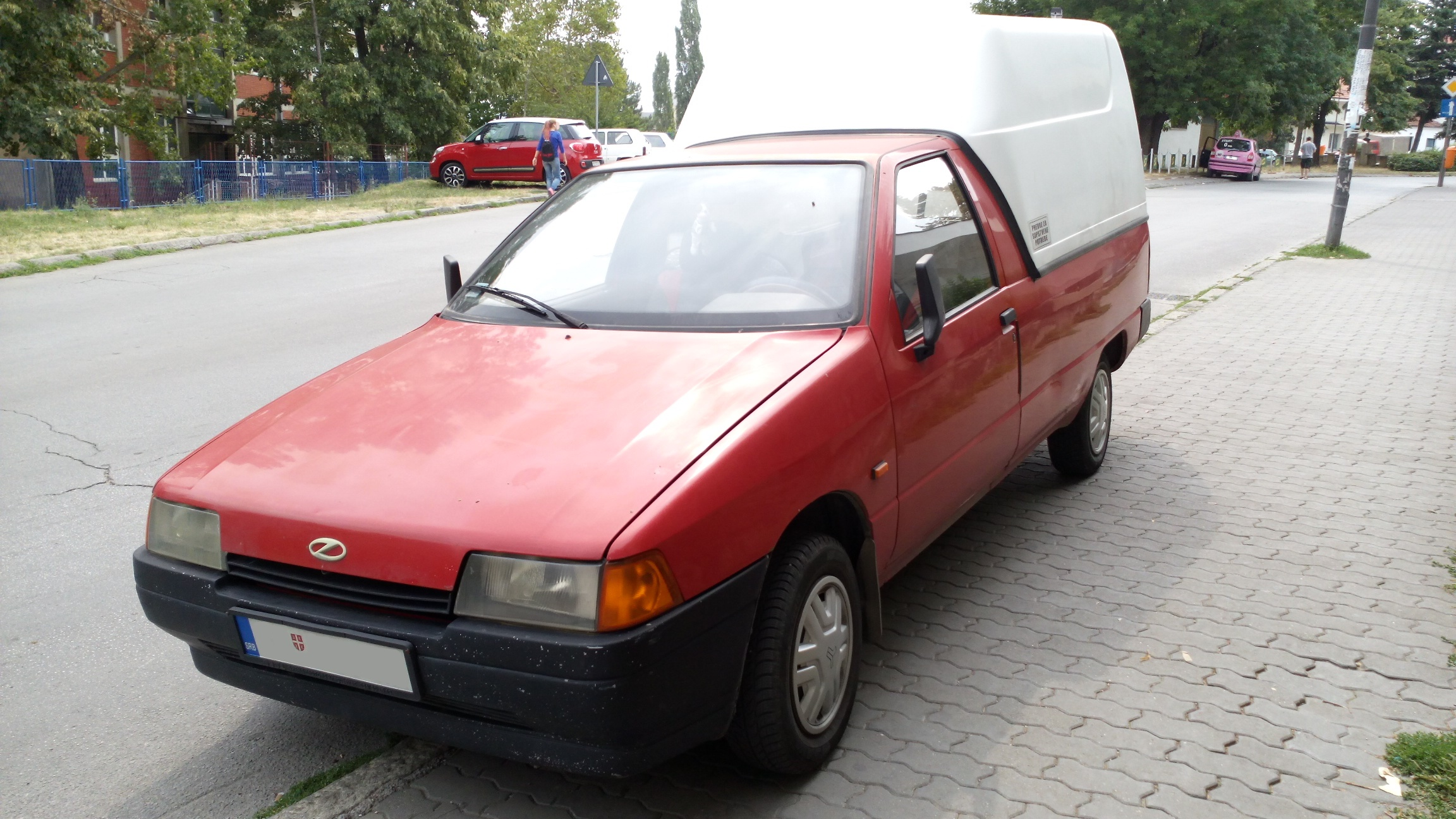
Zastava Florida Pick-up

Der Yugo Florida war ein Pkw-Modell des ehemaligen jugoslawischen, später serbischen Herstellers Zastava. Auf diesem Automodell ruhte seinerzeit die Hoffnung der gesamten jugoslawischen Automobilindustrie.
Der Florida wurde als Ergänzung zum dreitürigen Yugo bereits in den 1980er-Jahren entwickelt und 1986 der Öffentlichkeit vorgestellt. Das Design der fünftürigen Schräghecklimousine stammt von Giorgetto Giugiaro. Die in die Golfklasse einzuordnende 3,93 Meter lange Karosserie verfügt über ein Kofferraumvolumen von 420 Litern bei aufgestellter und von 1280 Litern bei umgeklappter Rücksitzbank.
Technisch basierte der Florida auf der T3-Plattform von Fiat. Die nach Deutschland exportierten Fahrzeuge waren mit einem alten (jedoch stark modifizierten) 1302-cm³-Motor von Fiat, einer Multipoint-Einspritzung (EFI) von Bosch nach Porsche-Design sowie einem geregelten (die EURO-2-Norm erfüllenden) Drei-Wege-Katalysator ausgestattet. Der Motor leistet 68 PS (50 kW).
Der Vermarktungserfolg dieses Fahrzeuges fand wegen des Kriegsausbruchs im ehemaligen Jugoslawien 1991 und der damit verbundenen Exportsanktionen ein plötzliches Ende.
Die Produktion dieses Modelles wurde bis 1999 weitergeführt. In jenem Jahre trafen die NATO-Angriffe auf Serbien auch die Zastava-Fabrik und zerstörten sie fast vollständig. Nach dem Wiederaufbau der Produktionsanlagen lief die Fertigung wieder mit kleinen Stückzahlen an (hauptsächlich für den einheimischen Markt). Daneben wurde aber auch wieder nach Kroatien, Mazedonien und des Weiteren SKD-Bausätze nach Ägypten exportiert. In der Zeit vor 1999 waren schon Fahrzeuge als Grauimporte nach Polen, in die Tschechische Republik und nach Griechenland eingeführt worden.
In einigen Exportländern wurde der Florida ebenso als Yugo Sana oder Yugo Miami verkauft. Im ehemaligen Jugoslawien gab es eine Pick-up- und eine Kastenwagenvariante des Florida. Nach 2000 wurde das Fahrzeug auch in Ägypten von der El Nasr Automotive Manufacturing Company in Kairo als Nasr Florida gefertigt. Mittlerweile wurde der Yugo Florida in Serbien in Zastava Florida In umbenannt. Die Produktion wurde 2008 eingestellt.